# Wiesel
«Візель» (нім. Wiesel, «Ласка») — основна бойова броньована машина повітряно-десантних військ Німеччини. Гусенична, броньована, аеротранспортабельна, десантується парашутним та посадочним способами з літаків військово-транспортної авіації.

## Історія
Створений фірмою Rheinmetall AG за замовленням бундесверу. Роботи із створення почалися в 1984 році.
Перша машина «Wiesel» була зібрана в 1989 році. Станом на жовтень 2008 року машина стоїть на озброєнні армій: Німеччині (343 од.) і США (7 од.)
Випускаються дві основні базові моделі: одна з 20-мм гарматою — «Візель-1», інша з ПТКР «Tow-2» — «Візель-2».
Перша модель озброєна 20-мм гарматою Rh 202 з двостороннім живленням, встановленою на турелі з кутами горизонтального наведення 100 градусів; вертикального від +45 градусів до — 10 градусів. Боєкомплект: близько 400 20-мм патронів, 160 з яких готові до стрільби, решта в резерві. Ця модель має екіпаж з двох чоловік.
Корпус «Wiesel» — зварний із сталевої броні, захищає від вогню стрілецької зброї і осколків. Двигун розміщений спереду ліворуч, сполучений з автоматичною трансмісією. Механік-водій сидить спереду праворуч, залишаючи всю задню частину машини для установки озброєння.
Оскільки «Wiesel» спроєктована для перевезення по повітрю, вона дуже компактна, її важко виявити на полі бою.
Друга модель має екіпаж з трьох чоловік і озброєна ПУ ПТКР «Tow-2», яка може повертатися на 45 градусів в кожну сторону від осьової лінії, піднімається і опускається на 10 градусів. Боєкомплект: сім ракет «Tow-2», з них дві готові до стрільби. У бою після пуску двох ракет машина міняє свою вогневу позицію (щоб уникнути виявлення противником) і в ПУ встановлюються дві наступні ракети «Tow-2».
Машина використовується і в інших модифікаціях: ЗРК з ракетами LFK NG, БРЕМ, санітарну машину, машину спостереження тощо.

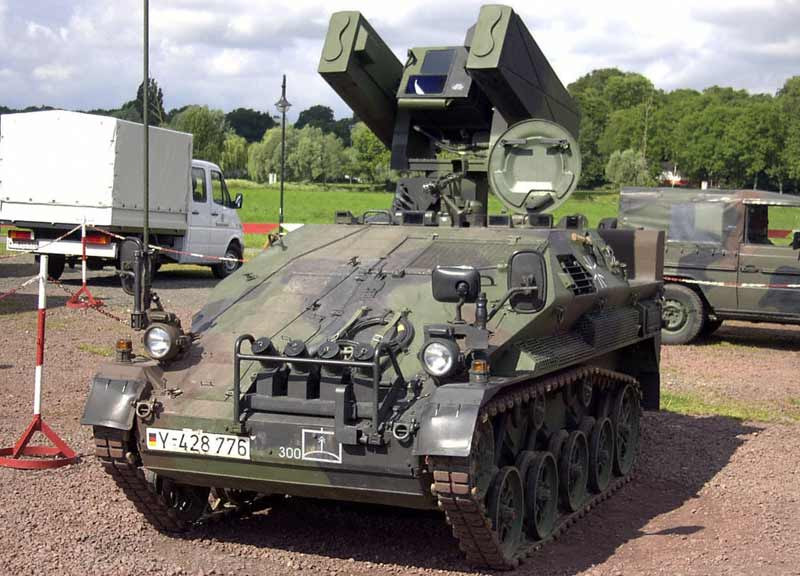
Модифікація БМД «Візель-2» — бойова машина ППО «Оцелот» — зенітно-ракетний комплекс

## Оператори
- Німеччина — 343 од.
- США — 7 од.
- Україна — 1 од. на службі в 3 окремій штурмовій бригаді ймовірно демілітаризований та придбаний волонтерами на цивільному ринку[1].